# Microrregión de Campanha Ocidental
La microrregión de Campanha Ocidental es una de las microrregiones del estado brasileño de Rio Grande do Sul perteneciente a la mesorregión Sudoeste Rio-Grandense. Su población fue estimada en 2005 por el IBGE en 399.767 habitantes y está dividida en diez municipios. Posee un área total de 31.125,429 km².

## Municipios
- Alegrete
- Barra do Quaraí
- Garruchos
- Itaqui
- Maçambara
- Manoel Viana
- Quaraí
- São Borja
- São Francisco de Assis
- Uruguaiana

- Datos: Q1962551